# Villa Livia
Villa Livia è una casa museo ubicata nel Parco Grifeo a Napoli.
Venne eretta negli anni '20 del Novecento in forme neo-settecentesche e donata, nella seconda metà del XX secolo da Domenico De Luca Montalto, marito della duchessa di Cardinale Livia Serra, quest'ultima pronipote di Gaetano Filangieri iunior, al Museo civico Gaetano Filangieri.
Nell'interno ci sono arredi del XVIII e XIX secolo, maioliche, porcellane, lampadari di Murano; tra i dipinti che vanno dal XVII secolo all'Ottocento si possono ammirare quadri di Abraham Brueghel, Philipp Roos, Johann Heinrich Roos, Micco Spadaro e Consalvo Carelli.
Nella dépendance della villa ha sede dagli anni sessanta, il Centro Internazionale di Studi Numismatici (CISN).